# Řísnice
Řísnice (německy Risnitz) je malá vesnice, část obce Načeradec v okrese Benešov. Nachází se asi osm kilometrů jižně od Načeradce. Řísnice je také název katastrálního území o rozloze 3,44 km².

## Historie

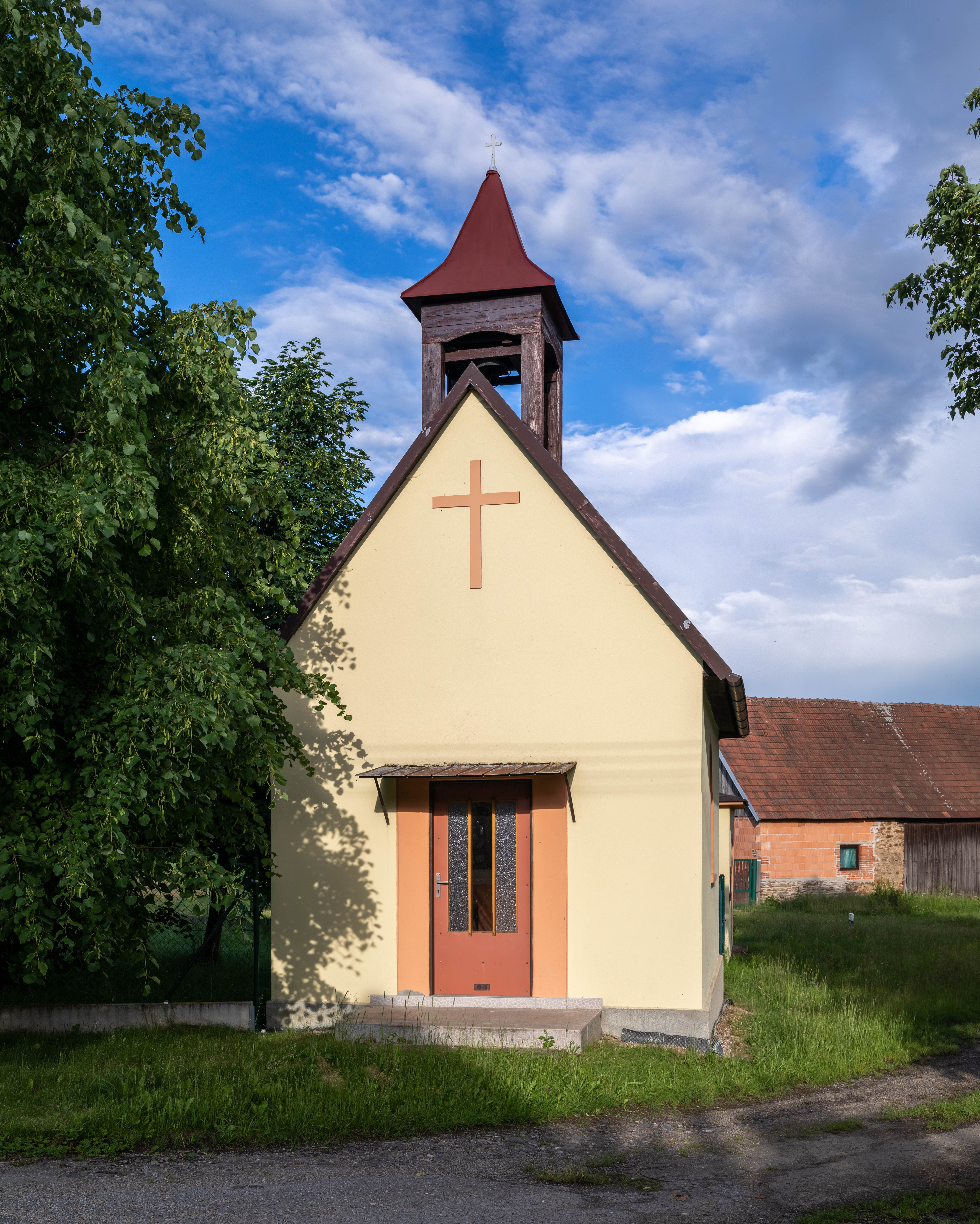
Kaple v Řísnici

První písemná zmínka o vesnici pochází z roku 1457, kdy zde sídlil Čeněk z Řísnice, rokycanský purkmistr. Řísničtí z Řísnice zde drželi majetek až do roku 1678, kdy ves prodali Jindřichu Chřepickému z Modliškovic, který ji spojil se sousedním Slavětínem a připojil k lukaveckému panství. Roku 1643 je připomínán rytíř Bohuslav Řísnický z Řísnice. Statek Řísnice v majetku Bohuslava Řísnického zahrnoval ves Řísnice se sedmi sedláky, jedním chalupníkem a pěti zahradníky. Dvě selská stavení a jedno chalupnické bylo pusté. V obci se uživil jeden tkadlec a jeden kovář. Rytíř Bohuslav Řísnický z Řísnice při souboji ve Vlašimské ulici postřelil z pistole rytíře Václava Dvoreckého z Načeradce, který následkem tohoto zranění zemřel. Ke sporu a souboji došlo v záležitosti výstavy piva ve Stojslavicích.
Řísnice v první polovině 18. století zahrnovala farnost Načeradec i Řísnici. Matrika v Řísnici byla založena po roce 1667. V roce 1701 vlastnila Slavětín Kristina Žofie Kühlmannseková, rozená z Allefeldu, původem z Holštýnska. Její příbuzný baron Karel Dieten, říšský příslušník, doslova vládl poddaným, vymáhal neobvyklé roboty, bil je, byl hrubý a vyhrožoval zabitím. Proto v květnu 1703 podali slavětínští a řísničtí poddaní stížnost krajskému úřadu v Kouřimi. Karel Dieten byl na příkaz českých místodržících zatčen.
V roce 1960 zde bylo založeno jednotné zemědělské družstvo, které se v roce 1963 spojilo se Slavětínem. V roce 1975 připadlo k Jednotnému zemědělskému družstvu Načeradec.

## Přírodní poměry
V jižní části katastrálního území Řísnice leží stejnojmenná přírodní památka vyhlášená na ochranu mokřadů a lučních biotopů nepostižených intenzivní zemědělskou činností.

## Obyvatelstvo
| Rok            | 1869 | 1880 | 1890 | 1900 | 1910 | 1921 | 1930 | 1950 | 1961 | 1970 | 1980 | 1991 | 2001 | 2011 | 2021 |
| -------------- | ---- | ---- | ---- | ---- | ---- | ---- | ---- | ---- | ---- | ---- | ---- | ---- | ---- | ---- | ---- |
| Počet obyvatel | 254  | 299  | 274  | 215  | 243  | 228  | 209  | 133  | 113  | 117  | 76   | 62   | 49   | 43   | 35   |
| Počet domů     | 27   | 33   | 33   | 32   | 32   | 32   | 35   | 31   | 39   | 25   | 19   | 25   | 25   | 24   | 24   |

## Galerie

Výhled na Řísnický vrch (689 metrů)
Autobusová zastávka
Výhled na rybník v Řísnici po rekonstrukci
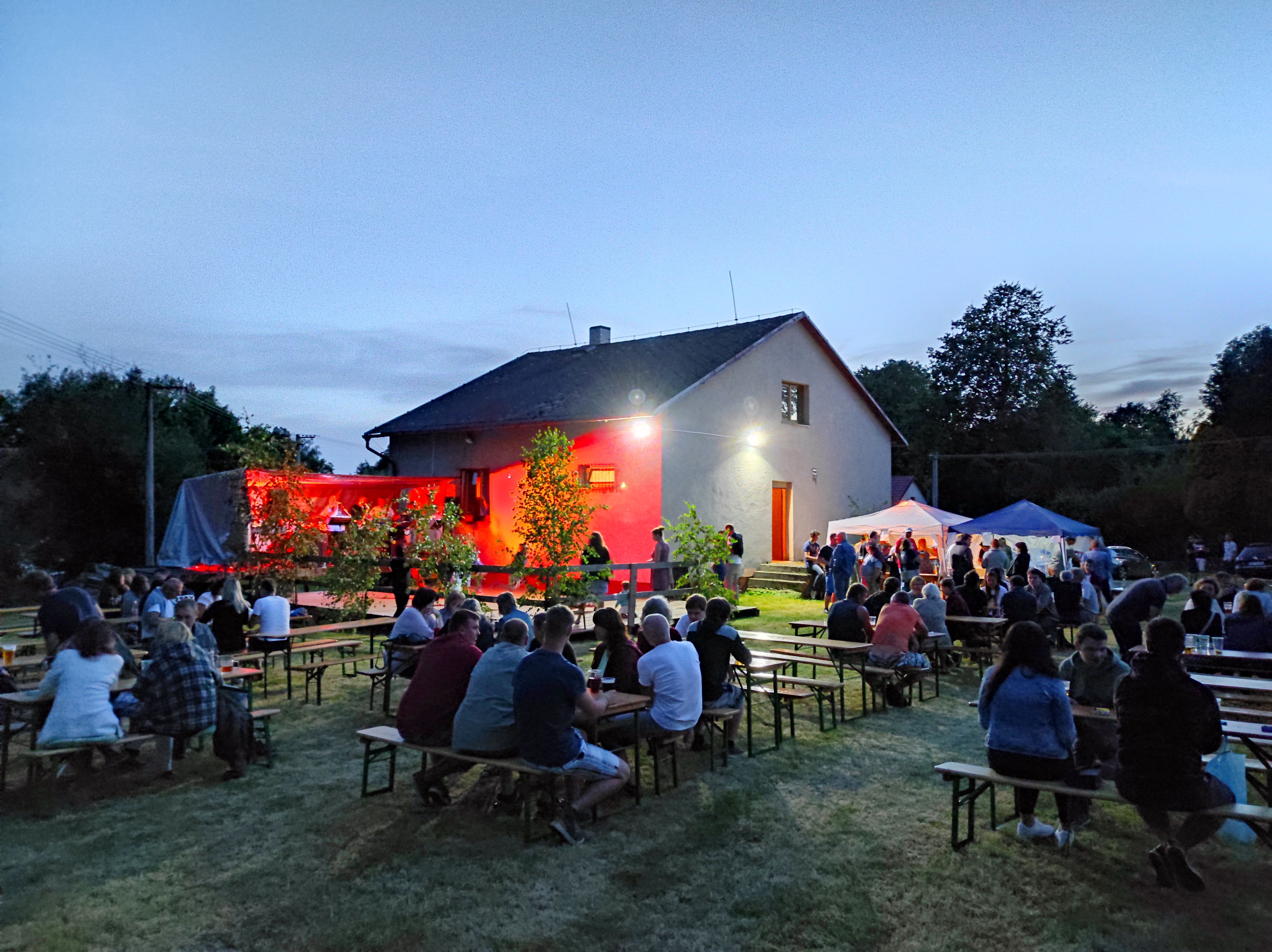
Každoroční srpnová zábava v Řísnici